# Quentalia altura
Quentalia altura är en fjärilsart som beskrevs av William Schaus 1920. Quentalia altura ingår i släktet Quentalia och familjen silkesspinnare. Inga underarter finns listade.